# Orbán Antal

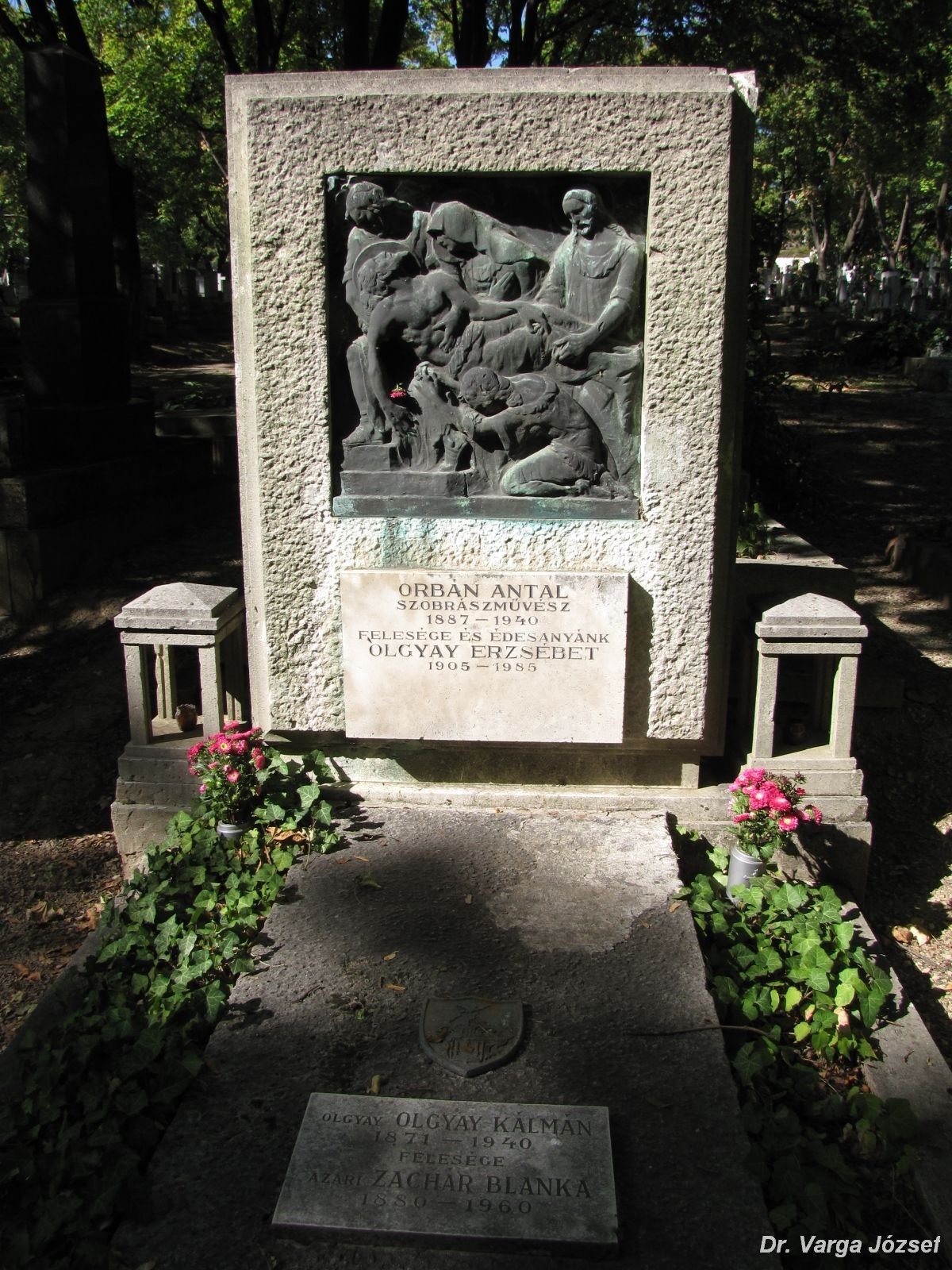
Orbán Antal szobrász sírja Budapesten. Farkasréti temető: 6/7-1-3/4.

Orbán Antal (Pusztakalán, 1887. április 24. – Budapest, 1940. december 27.) szobrász, főiskolai oktató.

## Életpályája
Szülei Orbán Zoltán és Kazacsai Terézia voltak. Budapesten kezdte tanulmányait, majd a székelyudvarhelyi állami agyagipari szakiskolát végezte el. 1904–1906 között az Országos Iparművészeti Iskolába járt, majd  Münchenben, Párizsban, Brüsszelben tanult tovább. Hazatérését követően Zala Györgynél dolgozott (1929–1934). 1914–1918 között ún. hadi szobrász volt. 1919–1924 között az Országos Iparművészeti Iskola keramikai szakosztályának megbízott tanára, 1924–1940 között rendes vezető tanára volt.
Sírja a Farkasréti temetőben található (6/7-1-3/4).

## Művei
- Bajtársak (1917)
- veszprémi Óvári-szobor
- szekszárdi, budafoki, dunaföldvári, nagyatádi és tolnai hősi emlékmű (1920-as évek)
- gróf Zichy Nándor budapesti bronzszobra
- a városmajori Kálvária domborművei
- a budapesti Tisza István-szobor
- Prohászka Ottokár márványszobra (a székesfehérvári Prohászka-templomban)
- IV. Károly király és Auguszta főhercegnő mellszobra